# Франс Штафлє
Франс Штафлє (англ. Frans Stafleu; 1921—1997) — нідерландський систематичний ботанік, керував Інститутом систематичної ботаніки в Утрехтському університеті, автор видання «Таксономічна література: вибіркове керівництво до ботанічних публікацій і колекцій, з датами, коментарями та типами» (Taxonomic Literature: A Selective Guide to Botanical Publications and Collections, with Dates, Commentaries, and Types) та 644 інших публікацій.

## Життя та наукова діяльність
Франс Антоні Штафлє виріс у родині, якій часто доводилося переїжджати в Нідерланди, оскільки його батько був професійним військовиком. Ще в юності Франс цікавився природою та вивчав соціологію рослин. На його навчання сильно вплинула Друга світова війна. У цей час він також зустрів Шарлотту А. М. Корпорал, з якою одружився у 1947 році. Після навчання працював над систематикою родини Vochysiaceae. Його докторською дисертацією була монографія про рід Vochysia.
Після завершення навчання він не пішов до Лейденського університету, куди його хотіли взяти на роботу для проєкту Flora Malesiana, а до Утрехтського університету до Джозефа Ланжува (1902—1984). Він обіймав кілька посад у Міжнародній асоціації таксономії рослин (IAPT). Відтоді його менше цікавили самі рослини, а більше ботаніки та їхні праці. Нині ця організація кожні три роки нагороджує «Медаллю Штафлє» за видатну роботу з історичних, бібліографічних та/або номенклатурних аспектів систематики рослин.
Протягом десятиліть, на посаді редактора, він був рушійною силою нового журналу Taxon, який під його керівництвом став провідним журналом із систематичної ботаніки. Тоді ж він заснував серію «Regnum vegetabile», в межах якої, серед іншого, з'явився «Index Herbariorum» — каталог гербаріїв світу та ботаніків, які там працюють. Останнє, 8-е видання вийшло у 1990 році. У цій серії також створено списки всіх колекціонерів рослин (Regnum Vegetabile том 2, 9, 86, 93, 109, 114, 117). Він також започаткував проєкт «Index nominum genericorum», у якому перераховано всі дійсно опубліковані роди рослин із зазначенням місця публікації та типових видів. Це означає, що зроблено важливі кроки до майбутньої стабільності назв рослин. У той же час він готував різні міжнародні ботанічні конгреси в журналі Taxon, щоб були прийняті необхідні рішення для уточнення Міжнародного кодексу номенклатури рослин. Однак його найважливішою роботою була 7-томна «Таксономічна література: вибіркове керівництво до ботанічних публікацій і колекцій, з датами, коментарями та типами» (2-е видання), яку він редагував разом з Річардом С. Коуеном. Тут перелічено всіх важливих систематичних ботаніків з їхніми біографіями та точними датами публікації їхніх праць — унікальна основа для всіх питань щодо того, яка назва з двох назв рослин є старшою. Після завершення цієї роботи Штафлє через хворобу довелося відмовитися від подальших планів. Додаткові шість (з восьми) додаткових томів під літерами A-E до цієї роботи опубліковані у співпраці з Еріком А. Меннегою.
З 1973 року він був членом Нідерландської королівської академії наук.

## Окремі публікації
- Ellen R. Farr, J. A. Leussink, F. A. Stafleu: Index nominum genericorum. 3 Bände. Regnum Vegetabile Band 100—102. 1979. (dazu Nachtragsband).
- F. A. Stafleu, R. S. Cowan: Taxonomic Literature: A Selective Guide to Botanical Publications and Collections, with Dates, Commentaries, and Types (2. Auflage). 7 Bände 1976—1988. Utrecht/Antwerpen. online.
- P. K. Holmgren, N. H. Holmgren, N. C. Barnett: Index Herbariorum. 8. Auflage, 1990. Regnum Vegetabile Band 120.